# Anguloa eburnea
Anguloa eburnea là một loài thực vật có hoa trong họ Lan. Loài này được Linden ex B.S.Williams mô tả khoa học đầu tiên năm 1868.